# جولای پیشانی‌خالدار
جولای پیشانی‌خالدار (نام علمی: Sporopipes frontalis) نام یک گونه از سرده دانه‌جوها است.